# Val (kraj hradecki)
Val – gmina w Czechach, w powiecie Rychnov nad Kněžnou, w kraju hradeckim.
1 stycznia 2017 gminę zamieszkiwało 299 osób, a ich średni wiek wynosił 42,6 roku.